# Takaji Mori
Takaji Mori (森 孝慈, Mori Takaji, Hiroshima, 24 de novembro de 1943 – Meguro, 17 de julho de 2011) foi um jogador e treinador de futebol japonês. Mori participou da equipe japonesa que conquistou a medalha de bronze nos Jogos Olímpicos de Verão de 1968, e em 2006 foi introduzido no Hall da Fama do futebol japonês.